# Solidarisme
El solidarisme és l'expressió francesa del liberalisme social. Sorgí entre finals del segle xix i principis del segle XX de diversos polítics, entre els quals destaca Léon Bourgeois. Tingué una certa influència en altres països, com ara Alemanya i Itàlia i, a Espanya entre els krausoinstitucionalistes, com demostren els fons bibliogràfics del Consell Econòmic-Social i de la Universitat Complutense de Madrid.

## Principis
Segons Léon Bourgeois i altres autors del pensament, el solidarisme vol expressar el fet de la solidaritat social, de la mútua dependència entre els individus. Reprenent la teoria del contracte social, el solidarisme parla d'un quasicontracte que uneix els individus en societat i que comporta unes expectatives i unes obligacions comunes entre tots ells, regulades per la justícia. Defineix la justícia com a relació d'equivalència entre allò que s'aporta i allò que es rep. No suposa la desaparició de les desigualtats, sinó que la justícia s'encarrega del compliment d'un deute social que els individus tenen envers la societat.
La relació s'estableix de la societat cap als individus i viceversa. Es resumeix en el principi de mutualitat, que cobreix els infortunis dels seus membres a través d'unes quotes que aporten.
Els temes polítics se submergeixen als assumptes socials, concretament en la qüestió obrera. Es tracta d'incorporar la classe obrera a l'estat i l'ordre politicosocial amb mesures de protecció del treballador i de laïcització de l'educació.
Un altre tema tractat de manera important pel solidarisme és el de la democràcia, que significava aconseguir el sufragi universal com a principal expressió de l'acció política ciutadana.
Tot i això, no canvia tant el disseny institucional de l'estat com les seves funcions. Passa de ser vigilant a tenir una missió més activa en l'acció social. No es proposa, per tant, eliminar el capitalisme sinó fer-lo més igualitari.
El solidarisme suposa una "correcció de les relacions entre individu i societat". Incorpora la sociologia d'Auguste Comte recuperant la importància dels afers socials, accentuant el seu pes en tots els camps i superant l'individualisme del liberalisme clàssic. Tanmateix, no se sacrifica l'individu a la societat o l'estat, sinó que suposa un organicisme precisat en el sentit que no elimina l'individu a favor de la societat, sinó que són els individus els que formen la societat, tot i que la societat és quelcom més que la suma d'individus. Es tracta de mantenir un equilibri entre societat i individu intercalant la llibertat individual amb els drets socials.
El solidarisme troba la seva gran referència en Émile Durkheim, en incorporar el cientifisme amb el positivisme que busca les lleis que expliquin el desenvolupament social.

## Teòrics del solidarisme
- Célestin Bouglé
- Léon Bourgeois
- Alfred Fouillée
- Alberto Martén Chavarría, fundador del Moviment Solidarista Costa-riqueny